# Le Morne-Rouge
Le Morne-Rouge è un comune francese di 5.235 abitanti situato nel dipartimento d'oltre mare della Martinica.